# 客車略図
客車略図（きゃくしゃりゃくず）は、鉄道の国有化後の1910年（明治43年）-1911年（明治44年）、鉄道院によって発行された、鉄道院が所有していた客車の形式図集である。明治期の客車研究の貴重な資料となっている。

## 概要
1907年（明治40年）の鉄道の国有化により日本鉄道、山陽鉄道、関西鉄道、九州鉄道などが買収されると、各鉄道会社の所有していたさまざまな形態の車両が集結することになった。これらの雑多な車両達を整理し再構成するために形式別にまとめ、制定された番号体系にすることになった。この時期に作成されたのが客車略図である。
客車の形態を識別するための車体側面と妻面、内部の図面が掲載され、主な記載項目としては製造会社、定員、面積、最大長幅高、自重など、また旧所属の鉄道会社名と旧番号が記載されている。
鉄道国有化がされて間もないこともあり、多種多数の客車図面が掲載されている。（ボギー車247枚、2軸客車・3軸客車453枚）

## その他
1974年（昭和49年）、丹沢新社が復刻したがすでに絶版となり、国立国会図書館でも所蔵していなかった。しかし、2012年8月に国土交通省図書館に所蔵されていた原本が複写され、近代デジタルライブラリーにてインターネット公開された。